# Joma (marca comercial)
Joma és una empresa espanyola de roba esportiva amb seu al municipi de Portillo de Toledo.

## Història
Joma es va crear el 1964 i va començar fabricant i distribuint calçat i roba esportiva. A partir de 1968, la marca va decidir concentrar-se al sector del calçat esportiu i per al temps lliure. Més endavant, Joma es va especialitzar en el futbol, i els anys 1992, 1994 i 1998 va ser líder en vendes del mercat espanyol. A la dècada del 1990, va ser la primera marca a comercialitzar botes de futbol de colors, en un moment en què predominava el color negre. Amb la campanya publicitària El color en el fútbol i de la mà de les botes blanques d'Alfonso Pérez i de les botes vermelles de Fernando Morientes, Joma es va consolidr amb un concepte de producte que després van fer seu la resta de marques a nivell mundial. El 2012, fou considerada la tercera marca del sector esportiu amb millor imatge a Espanya després de Nike i Adidas, la quarta marca del sector de calçat i la cinquena marca minorista més rendible.
Actualment, la seva activitat principal és la fabricació i comercialització de calçat i tèxtil esportiu, especialitzada en productes tècnics per al futbol, atletisme, futbol sala, tennis i pàdel, amb una distribució internacional que fa que sigui present en més de 120 països. A Portillo de Toledo compta amb 15.000 m² de nau i 70.000 m² més annexos.
El 2015, Joma va signar un acord amb el Comitè Olímpic Espanyol per mitjà del qual es va convertir en patrocinadora oficial i subministradora de la roba esportiva que portaren els atletes de l'equip espanyol per als Jocs Olímpics d'estiu Rio de Janeiro 2016, Pyeongchang 2018 i Tòquio 2020, així com als Jocs Europeus de Bakú 2015.